# Шведский совет свободных церквей
Шведский совет свободных церквей (швед. Sveriges frikyrkosamråd, англ. Swedish Free Church Council, FSR) — экуменическая христианская ассоциация Швеции.
Предшественник Совета «Конференция свободных церквей Швеции» (англ. Conference of Free Churches in Sweden) работает с 1918 года. Совет был основан в 1993 году.
Свободные церкви принадлежат различным протестантским конфессиям: баптистам, методистам, реформатам, пятидесятникам. Большинство деноминаций свободных церквей в Швеции возникли в девятнадцатом веке, когда вспыхнуло евангелическое возрождение. Шведская свободная церковная семья имеет множество ветвей, часто совершенно разных, но объединенных общими узами необходимости личной веры.
Совет является частью Христианского совета Швеции (швед. Sveriges kristna råd). Всего в свободных церквях-членах совета насчитывается около 250 000 прихожан. Крупнейшей церковью-членом является Объединенная церковь в Швеции (швед. Equmeniakyrkan), насчитывающая около 85 000 последователей.

## Члены
В состав совет входят следующие организации:
- Армия Спасения в Швеции (Frälsningsarmén)
- Миссия Шведского Альянса (Svenska Alliansmissionen)
- Виноградник Норден (Vineyard)
- Евангелическая свободная церковь Швеции (Evangeliska Frikyrkan)
- Шведское пятидесятническое движение (Pingströrelsen i Sverige)
- Церковь адвентистов седьмого дня в Швеции (Adventistsamfundet i Sverige) в качестве наблюдателей
- Объединяющая церковь Швеции (Equmeniakyrkan, основанная 4 июня 2011 года на базе Баптистского союза Швеции (Svenska Baptistsamfundet), Объединенной методистской церкви Швеции (Metodistkyrkan) и Шведской церкви миссионерского завета (Svenska Missionskyrkan), включающая Шведскую Армию Спасения, которая является отдельной организацией от международной Армии Спасения, которая также действует в Швеции[7]